# Titanodula attenboroughi
Titanodula attenboroughi — вид богомолів родини Mantidae. Описаний у 2020 році.

## Назва
Вид названо на честь британського натураліста і телеведучого Девіда Аттенборо.

## Поширення
Ендемік В'єтнаму. Поширений в Аннамських горах. Мешкає у первинному тропічному гірському лісі.